# イスラエルの作戦一覧
イスラエルの作戦一覧（イスラエルのさくせんいちらん）
近代イスラエルにおける軍事上の様々な作戦（救出作戦）は、虐殺・迫害下にあるユダヤ人難民を保護、あるいは自衛し、ディアスポラ（離散先）からのユダヤ人の帰還（アリヤー）と密接な関連がある。

## 一覧
- 1910年代
- 1946年6月29日 - アガタ作戦/黒い安息日 Operation Agatha（ハガナー、エツェル、レヒ）
- 1948年
- 魔法の絨毯作戦 Operation Magic Carpet
  - サウジアラビア領空を通過し、イエメン・ユダヤ人5万4000人を救出
- 1954年 - スザンナ作戦 Operation Suzannah（対エジプト）
- 1955年 - キネレット作戦（英語版）（対シリア）
- 1956年 - 第二次中東戦争（シナイ作戦）
- 1963年〜1966年8月16日 - ダイアモンド作戦 Operation Diamond
  - ソ連製の当時の新鋭戦闘機であったMIG-21戦闘機の奪取を目的とする、モサドによる特殊作戦。
- 1967年6月5日 - 第三次中東戦争（六日間戦争） Six-Day War （対エジプト）
  - 世界史上、最短で終結した戦争といわれる[2]。敗れた中東世界では新旧の指導者が交代が起こった。
- 1969年（実質的には1967年）〜1970年8月 - 消耗戦争 War of Attrition（対エジプト）
  - 第三次中東戦争後、エジプトはイスラエルの戦力消耗を狙い、小規模な衝突を繰り返す戦略をとった。約3年にわたり、散発的に戦闘が繰り返された。
- 1972年〜1979年 -　神の怒り作戦 Operation Wrath of God
  - ミュンヘンオリンピック事件後のモサドを中心に行われた報復作戦。1979年の作戦終了までに20名以上のテロリスト幹部を暗殺。
- 1973年 - 第四次中東戦争（ヨム・キプール戦争、十月戦争） Category:Yom Kippur War
  - 4月9・10日 Operation Spring of Youth
『神の怒り作戦』の一部に含まれる。ベイルートのPLOの幹部らが宿泊するアパートにイスラエル軍とモサドが奇襲し、幹部3名を射殺した。
  - 8月7日 - ラータキーヤの戦い Battle of Latakia
  - 10・11月 鋼の草原作戦 Operation Nickel Grass（対シリア、ゴラン高原）
- 1976年 - エンテベ人質救出作戦（ヨナタン作戦）
  - 8月19日 - アイシーヤの戦い Battle of Aishiya
- 1978年 - リタニ作戦（レバノン、対PLO） Operation Litani
- 1981年 - バビロン作戦（イラクの原子炉爆撃）
- 1982年 - ガリラヤの平和作戦 Operation Peace for Galilee（レバノン内戦への参加、キリスト教系民兵支援）
- 1984年〜85 - モーセ作戦（ファラシャの救出作戦）
  - スーダン・エジプトの領空を通過し、ティグレ州やゴンダルから一日で4200人を空輸
- 1985年 - 木の脚作戦（チュニジアの首都チュニスのPLO本部への空爆作戦）
- 1991年 - ソロモン作戦（ベタ・イスラエル（エチオピア在住ユダヤ人）の救出作戦）
  - 一万人を空輸
- 1996年 - 怒りの葡萄作戦
  - イスラエルに対するテロが激化、イスラエル北部へのヒズボラのテロ攻撃に対処
- 2002年3月28日 - 守りの盾作戦（英語版）[3](第二次インティファーダによって激化したテロ攻撃に対処する為のレバノン戦争以降、最大の軍事作戦)
- 2004年5月18日 虹作戦 Operation Rainbow（対ガザ地区のテロリスト）
- 2005年9月 シェベト・アッヒーム Shevet Ahhim（ガザ地区からの入植地撤去）
- 現在[いつ?]イスラム教の大切な場の一つであるMasjidil Raqsoを破壊しようとしている。
- 2008年 - キャスト・レッド作戦（対ハマス、ガザ地区へ侵攻）
- 2012年11月 - 防衛の柱作戦（対ハマス、ガザ地区を攻撃）
- 2023年10月7日 - 2023年パレスチナ・イスラエル戦争（対ハマス、ガザ地区へ侵攻)